# لوتسفيل (ميزوري)
لوتسفيل (بالإنجليزية: Lutesville)‏ هي إحدى المجتمعات الفردية (غير مصنفة) في ولاية ميزوري في الولايات المتحدة الأمريكية.